# 麻黃附子細辛湯
| 组成             | \| 麻黃二兩 \| 炮附子一枚（去皮，破八片） \| 細辛二兩 \|           |          |
| 製法             | 上三味，以水一斗，先煮麻黃，減二升，去上沫，納諸藥，煮取三升，去滓 |          |
| 服用方式         | 溫服一升，日三服。                                                 |          |
| 上方使用漢度量衡 |                                                                    |          |
| 麻黃二兩         | 炮附子一枚（去皮，破八片）                                         | 細辛二兩 |

麻黃附子細辛湯，出自《傷寒雜病論》。

## 主治
少陰病始得之，反發熱，脈沉者。

## 方解
少陰病初得，又有發熱表證，代表太陽少陰合病。以炮附子補腎陽，麻黃、細辛發汗逐邪並牽引少陰之寒邪至表。